# بنجامين إف. هاردينغ
بنجامين إف. هاردينغ (بالإنجليزية: Benjamin F. Harding)‏ (و. 1823 – 1899 م) هو سياسي، ومحامي أمريكي، كان عضوًا في الحزب الديمقراطي، توفي في كولتاغ غروف، عن عمر يناهز 76 عاماً.

## مناصب
تولى منصب عضو مجلس الشيوخ الأمريكي ‏
- عضو مجلس نواب أوريغون ‏

.